# Faye Njie
Faye Njie (Helsinki, Finlandia, 23 de noviembre de 1993) es un deportista gambiano que compite en judo.
Ganó una medalla en los Juegos Panafricanos de 2015 y cinco medallas en el Campeonato Africano de Judo entre los años 2017 y 2024.

## Palmarés internacional
| Juegos Panafricanos | Juegos Panafricanos               | Juegos Panafricanos | Juegos Panafricanos |
| Año                 | Lugar                             | Medalla             | Categoría           |
| ------------------- | --------------------------------- | ------------------- | ------------------- |
| 2015                | Brazzaville (República del Congo) | Medalla de plata    | –73 kg              |
| Campeonato Africano |                                   |                     |                     |
| Año                 | Lugar                             | Medalla             | Categoría           |
| 2017                | Antananarivo (Madagascar)         | Medalla de plata    | –73 kg              |
| 2019                | Ciudad del Cabo (Sudáfrica)       | Medalla de bronce   | –73 kg              |
| 2021                | Dakar (Senegal)                   | Medalla de plata    | –73 kg              |
| 2023                | Casablanca (Marruecos)            | Medalla de bronce   | –73 kg              |
| 2024                | El Cairo (Egipto)                 | Medalla de bronce   | –73 kg              |